# 象頭神 (土衛六)
象頭神(Ganesa Macula)是一個土衛六的表面上，由黑暗物質組成的區域。
目前初步被推定為是一個冰火山，由於水和氨的混合物自中心處噴發和擴散，從而形成一個類似薄煎餅的模樣。